# 파올로 카스텔리니
파올로 카스텔리니(이탈리아어: Paolo Castellini, 1979년 3월 25일, 이탈리아 브레시아 ~ )는 이탈리아의 전 축구 선수이다.

## 수상 경력
토리노
- 세리에 B 2000-2001

레알 베티스
- 코파 델 레이 2004-2005